# Sierra de las Barbas de Oro
La sierra de las Barbas de Oro es una sierra perteneciente al sector más occidental de la cordillera de los Montes de Toledo. Se sitúa en la provincia de Badajoz, comunidad autónoma de Extremadura. La sierra presenta una orientación noroeste-sureste, a lo largo de 14 km, con una altura ascendente a medida que nos acercamos al extremo sureste, donde alcanza 685 m s. n. m. en su punto más alto, la cumbre conocida como El Risco. 
El fin de la sierra en este punto da paso a un valle donde confluyen el río Guadiana y su afluente el Guadalupe, formando conjuntamente el embalse de García de Sola. 
Al pie de la ladera norte de la sierra se asienta el municipio de Valdecaballeros.
- Datos: Q16631582